# Мойер (тауншип, Миннесота)
Мойер (англ. Moyer) — тауншип в округе Суифт, Миннесота, США. На 2000 год его население составило 125 человек.

## География
По данным Бюро переписи населения США площадь тауншипа составляет 90,1 км², из которых 90,1 км² занимает суша, a вода составляет 0,03 %.

## Демография
По данным переписи населения 2000 года здесь находились 125 человек, 46 домохозяйств и 37 семей. Плотность населения —  1,4 чел./км². На территории тауншипа расположено 53 постройки со средней плотностью 0,6 построек на один квадратный километр. Расовый состав населения: 94,40 % белых, 4,00 % азиатов, 0,80 % — других рас США и 0,80 % приходится на две или более других рас. Испанцы или латиноамериканцы любой расы составляли 0,80 % от популяции тауншипа.
Из 46 домохозяйств в 32,6 % воспитывались дети до 18 лет, в 71,7 % проживали супружеские пары, в 8,7 % проживали незамужние женщины и в 17,4 % домохозяйств проживали несемейные люди. 17,4 % домохозяйств состояли из одного человека, при том 4,3 % из — одиноких пожилых людей старше 65 лет. Средний размер домохозяйства — 2,72, а семьи — 3,05 человека.
27,2 % населения — младше 18 лет, 3,2 % — в возрасте от 18 до 24 лет, 28,8 % — от 25 до 44, 23,2 % — от 45 до 64, и 17,6 % — старше 65 лет. Средний возраст — 40 лет. На каждые 100 женщин приходилось 108,3 мужчин. На каждые 100 женщин старше 18 приходилось 116,7 мужчин.
Средний годовой доход домохозяйства составлял 41 250 долларов, а средний годовой доход семьи —  43 125 долларов. Средний доход мужчин —  25 625  долларов, в то время как у женщин — 20 833. Доход на душу населения составил 16 497 долларов. За чертой бедности находились 11,4 % семей и 7,3 % всего населения тауншипа, из которых 16,0 % старше 65 лет.